# مالی ایر اکسپرس
مالی ایر اکسپرس (به انگلیسی: Mali Air Express) یک شرکت هواپیمایی است که در تاریخ ۲۰۰۵ میلادی تأسیس شده‌است.
دفتر مرکزی مالی ایر اکسپرس در باماکو، مالی واقع شده‌است و قطب این شرکت هواپیمایی در فرودگاه بین‌المللی باماکو-سانوو قرار دارد و به مقصدهای کایس (مالی), موپتی، تیمبوکتو، گائو، نیامی، کوناکری و آکرا پرواز انجام می‌دهد.

## ناوگان هوایی

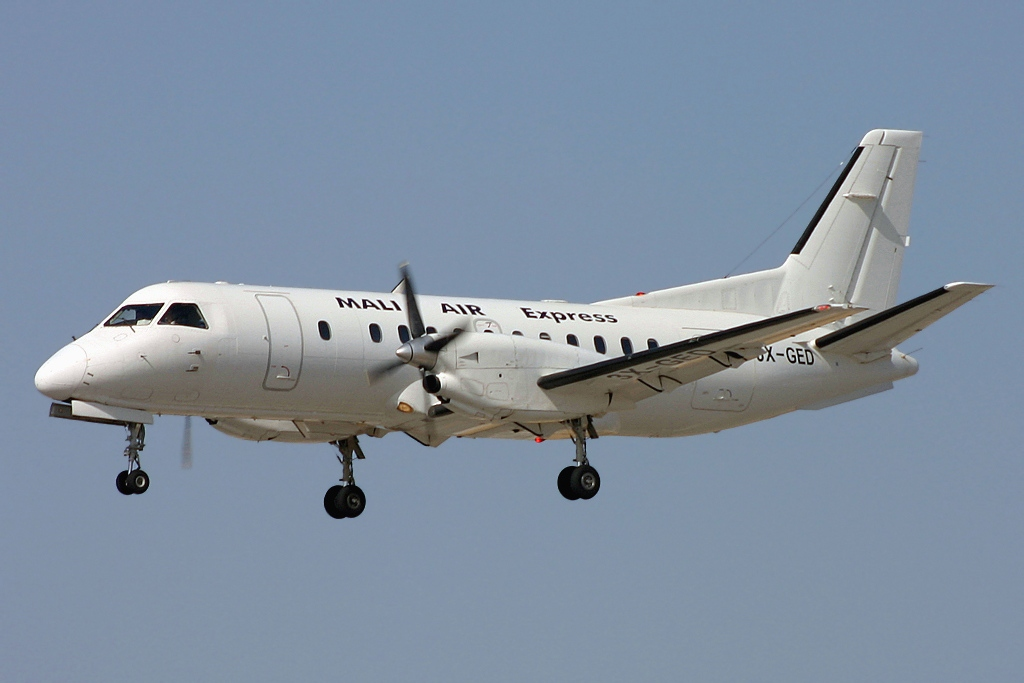
هواپیمای Saab 340 در فرودگاه فارو.